# Mark (namn)
Mark är ett mansnamn, den vanligaste engelska formen av namnet Markus. Den vanligaste stavningen av namnet är dock Marc. 
Det finns ungefär 300 svenska män över 30 år som heter Mark. 1800 personer uppskattas heta Mark i Sverige.
Namnsdag: I Sverige 1986–1992 och 1993–2000 hade Mark namnsdag den 25 april. I den finlandssvenska namnsdagslängden har Mark namnsdag 25 april sedan 2010.
Mark förekommer också som efternamn i Sverige, då väl närmast med anknytning till ordet mark i betydelsen landområde, jordyta.

## Personer med efternamnet Mark eller Marc
- Conrad Mark (1869–1926), svensk företagsledare
- Dorinel Marc (född 1965), svensk konstnär
- Franz Marc  (1880–1916), tysk expressionistisk målare
- Heinrich Mark (1911–2004), estnisk lärare, advokat och politiker i exil
- Jan Mark  (1943–2006), brittisk författare av ungdomsböcker
- Jan Mark (dramaturg) (född 1944), svensk dramaturg och översättare
- Knut J:son Mark (1869–1958), svensk industriman och politiker
- Konrad Marc-Wogau (1902–1991), svensk filosof
- Magnus Mark (född 1964), svensk skådespelare
- Mary Ellen Mark (1940–2015), amerikansk fotograf
- Michael van der Mark (född 1992), nederländsk roadraceingförare
- Mony Marc (aktiv 1956), belgisk musiker

## Personer med förnamnet Mark/Marc

### Utan efternamn
- Mark av Cornwall, mytologisk kung av Cornwall
- Marc-Michel, fransk lustspelsförfattare

### Med efternamn
- Mark Bonnar (född 1968), skotsk skådespelare
- Marc Chagall (1887–1985), judisk rysk-fransk expressionistisk konstnär
- Marc-Antoine Charpentier (1643–1704), fransk kompositör
- Mark Green (född 1964), amerikansk politiker
- Marc-André Hamelin (född 1961), kanadensisk pianist
- Mark Isitt (född 1966), svensk-brittisk arkitekturkritiker och journalist
- Mark Lee, flera personer
- Mark Levengood (född 1964), sverigefinlandssvensk journalist, författare och programledare
- Mark Oliphant (1901–2000), australisk kärnfysiker
- Mark Rutte (född 1967), nederländsk politiker
- Mark Strudal (född 1968), dansk fotbollsspelare
- Mark Sylwan (1914–1993), svensk grafiker och författare
- Mark Tuan (född 1993), medlem av pojkbandet Got7
- Mark Twain (1835–1910), amerikansk författare, reporter och tidningsman
- Marc Veasey (född 1971), amerikansk politiker
- Mark Viduka (född 1975), australisk fotbollsspelare
- Marc Wallenberg (1924–1971), svensk bankman
- Mark Webber (född 1976), australisk racerförare
- Mark Zuckerberg (född 1984), amerikansk entreprenör, medgrundare av Facebook

## Fiktiva personer med förnamnet Mark
- Mark, en av huvudpersonerna i dramafilmen The Room
- Mark Wellington, Sandybells pojkvän